# Poykent
Poykent är en forntida stad i Uzbekistan belägen i de nedre delarna av floden Zarafshan. Staden var en av de största städerna i oasen och bestod av ett citadell, två bosättningsområden och en rabod (förstad). Poykent är sedan 18 januari 2008 uppsatt på Uzbekistans tentativa världsarvslista.

## Beskrivning
Enligt den arkeologiska forskningen, var Poykent en liten by på 300-talet f.Kr. och förvandlades senare till en fästningsstad. Under denna period var den ett handelscentrum, då staden kopplade samman länderna i syd (Baktria, Indien och Iran) med områdena i norr (Uralbergen, Volgakusten och Norra Kaukasus). Poykent var ett viktigt handelcentrum vid Sogds västra gräns.
Enligt de kinesiska krönikorna, låg staden under kungariket "An" (Buharakhanatet) och centrum i "Bi" khanat. Det har också noterats att i Poykent fanns ingen khokim (guvernör) utan staden styrdes av ett handelsråd, och därför i fullständig bemärkelse en republik på 500-600-talet. Forskare på Arkeologiinstitutet på statens Academy of Scienceshar genomfört vetenskaplig forskning i ruinerna under lång tid. De har hittat, Zoroastristiska tempel, ett palats samt en moskét byggd på 800-talet. Lämningar efter ett torn har också hittats i citadellet. I de inre delarna av staden har man hittat försvarsmurar, en port, vägar och resterna av bostadshus (makhallas) med i förstaden på utsidan finns keramikcenter och caravanserais. Enligt forskarna upphörde staden att existera i mitten på 800-talet på grund av den dåliga tillgängligheten till floden Zarafshon lägre flöden.